# Striatocryptus wilkinsoni
Striatocryptus wilkinsoni is een keversoort uit de familie harige schimmelkevers (Cryptophagidae). De wetenschappelijke naam van de soort werd in 1996 gepubliceerd door Richard Leschen.